# Rushlee Buchanan
Rushlee Buchanan (Hamilton, 20 de janeiro de 1988) é uma desportista neozelandesa que compete no ciclismo nas modalidades de pista, especialista na prova de perseguição por equipas, e rota.
Ganhou três medalhas de bronze no Campeonato Mundial de Ciclismo em Pista entre os anos 2010 e 2019.
Participou nos Jogos Olímpicos de Verão de 2016 ocupando o 4.º lugar na disciplina de perseguição por equipas.

## Medalheiro internacional
| Campeonato Mundial | Campeonato Mundial         | Campeonato Mundial | Campeonato Mundial      |
| Ano                | Lugar                      | Medalha            | Competição              |
| ------------------ | -------------------------- | ------------------ | ----------------------- |
| 2010               | Ballerup ( Dinamarca)      | Medalha de bronze  | Perseguição por equipas |
| 2018               | Apeldoorn ( Países Baixos) | Medalha de bronze  | Omnium                  |
| 2019               | Pruszków ( Polónia)        | Medalha de bronze  | Perseguição por equipas |

1. ↑  Competiu na rodada de classificação.

## Palmarés
2010
- Campeonato da Nova Zelândia em Estrada

2011
- 3.ª no Campeonato da Nova Zelândia em Estrada

2014
- Campeonato da Nova Zelândia em Estrada

2016
- Campeonato da Nova Zelândia Contrarrelógio
- Campeonato da Nova Zelândia em Estrada

2017
- 3.ª no Campeonato da Nova Zelândia Contrarrelógio
- Campeonato da Nova Zelândia em Estrada

2018
- 2.ª no Campeonato da Nova Zelândia Contrarrelógio

2019
- 2.ª no Campeonato da Nova Zelândia Contrarrelógio